# Georg Sittig
Georg Sittig (* 7. September 1896 in Rottendorf; † 18. August 1964 in Würzburg) war ein deutscher Politiker (SPD).

## Leben
Sittig besuchte die Fach- und Monsteurschule und erlernte gleichzeitig das Maschinenbauerhandwerk bei der Fa. Koenig & Bauer in Würzburg-Zell. Danach leistete er 1910/19 Dienst bei der Kriegsmarine und arbeitete nach Kriegsende wieder bei seiner alten Firma, wo er dann Betriebsratsvorsitzender und Mitglied des Aufsichtsrats wurde. Im Jahr 1930 wurde er Parteisekretär der SPD. Nachdem er von März bis Juni 1933 in Schutzhaft war, gründete er Ende 1933 ein Fuhrgeschäft und führte dieses bis zu seiner Einberufung im Jahr 1942 zu einer technischen Marineeinheit.
Er war ab dem 1. Juni 1945 Stadtrat in Würzburg und Personalreferent. Zudem wurde er am 6. Juni 1946 zum 2. Bürgermeister von Würzburg gewählt und leitete zudem das Betriebsreferat bei der Stadtverwaltung Würzburg.
Er war vom 27. November 1950 bis zum 3. Dezember 1958 für den Wahlkreis Unterfranken Mitglied des Bayerischen Landtages und der dortigen SPD-Fraktion. Im Landtag war er Mitglied des Ausschusses für Fragen des Beamtenrechts und der Besoldung, des Ausschusses  für Besoldungsfragen sowie Mitglied des Unterausschusses (Besoldungsausschuss) zur Beratung des Gesetzes über versorgungsrechtliche Maßnahmen.